# Caesar Mannelli
Caesar Mannelli (ur. 7 lipca 1897 w Forni di Sopra, zm. 3 maja 1936 w Antioch) – amerykański sportowiec, olimpijczyk, zdobywca złotego medalu w turnieju rugby union na Letnich Igrzyskach Olimpijskich w 1924 roku w Paryżu.
Po zakończeniu kariery sportowej pracował jako inżynier w San Francisco.

## Kariera sportowa
Ukończył Lowell High School, a podczas studiów na Santa Clara University reprezentował barwy Santa Clara Broncos w koszykówce, futbolu amerykańskim i rugby union, lecz jego najmocniejszą stroną był baseball.
Z reprezentacją Stanów Zjednoczonych zagrał w turnieju rugby union na Letnich Igrzyskach Olimpijskich 1924. Wystąpił w obu meczach tych zawodów, w których Amerykanie na Stade de Colombes pokonali 11 maja Rumunię 37–0, a tydzień później Francję 17–3. Wygrywając oba pojedynki Amerykanie zwyciężyli w turnieju zdobywając tym samym złote medale igrzysk.
Były to jego jedyne występy w reprezentacji kraju.
Wraz z pozostałymi amerykańskimi złotymi medalistami w rugby union został w 2012 roku przyjęty do IRB Hall of Fame.